# 西播朝鮮初中級学校
西播朝鮮初中級学校（せいばんちょうせんしょちゅうきゅうがっこう、세이방조선초중급학교）は、学校法人兵庫朝鮮学園が運営する兵庫県姫路市にある朝鮮学校。兵庫県西部地域（加古川市以西）在住者が通う。
日本の小学校・中学校に相当する教育を行う各種学校（非一条校）である。

## 沿革
- 1946年 - 朝聯飾磨学院中等部として設立
- 1948年 - 西播朝鮮中学校に改称
- 1968年 - 飾磨朝鮮初級学校と統合し現校名となる
- 1973年 - 網干朝鮮初級学校と統合
- 1987年 - 相生朝鮮初級学校と統合
- 2001年 - 姫路朝鮮初級学校・高砂朝鮮初級学校と統合

## 学科
- 中級部
- 初級部
- 幼稚班

## 出身者
- 朴一南 - 画家
- 金永基 - プロサッカー選手（湘南ベルマーレほか、GK）
- 金聖基 - サッカー選手（北朝鮮代表ほか、DF）

## 生徒数
- 2016年の時点で210人[1]
- 2022年7月の時点で138人[2]

## 所在地
- 〒670-0986 姫路市苫編60

最寄り鉄道駅は、山陽本線英賀保駅